# Норфолк (округ, Массачусетс)
Шаблон:StateAbbr_ 42°11′57″ пн. ш. 71°09′16″ зх. д. / 42.199158° пн. ш. 71.154442° зх. д.
Округ  Норфолк  (англ. Norfolk County) — округ (графство) у штаті Массачусетс, США. Ідентифікатор округу 25021.

## Історія
Округ утворений 1793 року.

## Демографія
За даними перепису 
2000 року 
загальне населення округу становило 650308 осіб, зокрема міського населення було 628625, а сільського — 21683.
Серед мешканців округу чоловіків було 310537, а жінок — 339771. В окрузі було 248827 домогосподарств, 165858 родин, які мешкали в 255154 будинках.
Середній розмір родини становив 3,14.
Віковий розподіл населення поданий у таблиці:
| Стать    | До 15 років | 15-21 | 22-29 | 30-39 | 40-49 | 50-65 | 65-85 | Понад 85 |
| -------- | ----------- | ----- | ----- | ----- | ----- | ----- | ----- | -------- |
| Чоловіки | 65916       | 24199 | 29913 | 52623 | 51522 | 49406 | 33650 | 3308     |
| Жінки    | 62876       | 24639 | 32117 | 55158 | 54378 | 53827 | 46950 | 9826     |

## Суміжні округи
- Саффолк — північ
- Плімут — південний схід
- Бристоль — південь
- Провіденс, Род-Айленд — південний захід
- Вустер — захід
- Міддлсекс — північний захід

## Виноски
1. ↑  U.S. Decennial Census. United States Census Bureau. Архів оригіналу за 19 липня 2018. Процитовано 16 вересня 2014.
2. ↑  Historical Census Browser. University of Virginia Library. Архів оригіналу за 11 серпня 2012. Процитовано 16 вересня 2014.
3. ↑  Population of Counties by Decennial Census: 1900 to 1990. United States Census Bureau. Архів оригіналу за 28 квітня 2015. Процитовано 16 вересня 2014.
4. ↑  Census 2000 PHC-T-4. Ranking Tables for Counties: 1990 and 2000 (PDF). United States Census Bureau. Архів оригіналу (PDF) за 18 грудня 2014. Процитовано 16 вересня 2014.
5. ↑  State & County QuickFacts. United States Census Bureau. Архів оригіналу за 15 липня 2011. Процитовано 26 серпня 2013.(англ.) Наведено за англійською вікіпедією.
6. ↑  American FactFinder. Бюро перепису населення США. Архів оригіналу за 26 лютого 2012. Процитовано 31 січня 2008.

| США | Це незавершена стаття з географії США. Ви можете допомогти проєкту, виправивши або дописавши її. |